# 鈴木弘一
鈴木 弘一（すずき こういち、1956年1月7日 - ）は静岡県出身のプロゴルファー。

## 来歴
沼津市立第五中学校卒業。
1976年のプロ入り以来苦労が多く、一時はツアープロを諦めて転職したこともあったが、夫人の励ましで復帰。1984年にシード権を得てからは、多少の浮沈はあったもののシードを手離さず、外国人選手が多く出場する秋のトーナメントになると爆発的スコアを出して日本勢の牽引車になる活躍で人気を高めた。
1982年の群馬県オープンでは2日目に土山録志・長谷川勝治と並んでの5位タイに着け、最終日には河野高明と並んでの6位タイに入る。
1983年には野口茂とペアを組んだアコムダブルスで新井規矩雄&金井清一ペアと並んでの3位タイ、マンシングクラシックでは泉川ピート・小林富士夫と並んでの6位タイに入った。
1984年の日本オープンでは最終日に重圧から4ボギーの上原宏一に代わり、6打差4位から首位に立つ。鈴木は7番から4連続バーディーを奪うなど、一時は6アンダーまで伸ばして初優勝に近づいていたが、13番でグリーンを少し外したラフからの3打目、近いピンに寄せようとした結果、クラブヘッドがボールの下をくぐってしまう。次のショットでも同じことが起こり、ようやく5打目で乗せて2パットで、上原の再逆転を許して2位に終わる。
同年のカシオワールドオープンでは3日目に日本勢で最高の通算7アンダーで3位タイとなる。
1985年は5月に虫垂炎の手術を受けて、復帰5戦目の日本プロでは2日目に4アンダー69のベストスコアで回って通算5アンダーで首位に立つ。最終的には尾崎健夫・金井に次ぐと同時に倉本昌弘・宮本康弘・青木功を抑え、山本善隆・尾崎将司・出口栄太郎と並んでの3位タイに入った。
大町昭義とペアを組んだアコムダブルスでは最終日に首位を走るブライアン・ジョーンズ&マイク・ファーガソンペア（オーストラリア）に17番終了時点で追いついたが、ファーガソンが最終ホールで5mのバーディパットを沈めたため、2位タイに終わる。
関東プロでは2日目に酷い濃霧により途中で競技中止となり、スコアは全て白紙となったため、ダボ、ボギーでスタートしていった鈴木は大喜びで息子と沼津の今沢海岸までタコ釣りに出かけた。最終日には中嶋常幸との争いになったが、中嶋の1組前を行く鈴木が先手を取る。16番、187ヤードのパー3で6mを放り込んでトータル4アンダー、次の17番、460ヤードのパー4で、グリーン左のラフからおいしいチップインバーディを奪って5アンダー。意気揚々と18番、566ヤード、パー5のティグラウンドに向ったが、3mのバーディパットを外し、中嶋のホールアウトを待つことになった。結局1打リードしてホールアウトした後に中嶋にチップイン・イーグルを決められ逆転されるが、同年の日本プロスポーツ大賞新人賞を受賞。
1986年にはよみうりサッポロビールオープンで3日目に67のベストスコアをマークして通算15アンダーで首位に立つと、最終日も持ち前の強気なゴルフでスコアを伸ばし、通算19アンダーでプロ入り初優勝を果たす 。
同年の日本プロマッチプレーでは準々決勝で金井をエキストラ20ホール目までもつれ込んだ末に振り切り、準決勝では中嶋を粘りで苦しめさせる。中嶋は前半を3アップで折り返し、後半も4番まで3バーディーで一時6アップとしたが、残り9ホールになって鈴木が反撃。10番から3連続でアップし、中嶋のリードは2アップとなるが、迎えた17番パー3で中嶋は5mのバーディーパットを決め、35ホール目に3-1で振り切った。試合後に鈴木は「簡単に勝たせちゃ面白くない。少しいじめてやろうと思いました」とコメントし、一方の中嶋は「危なかった。曲者に危うくやられるところだった」と、ほっとした表情を見せた。
同年には倉本の代役で4ツアーズ世界選手権日本代表に選出され、個人戦で世界の強豪を相手に初日5アンダーの首位タイと好成績を残し、日本の優勝に貢献。
1987年には高橋と共にワールドカップ日本代表に選出され、鈴木は個人でイアン・ウーズナム（ウェールズ）、サンディ・ライル（スコットランド）に次ぎ、ベン・クレンショー（アメリカ）、アルマンド・サーベドラ（アルゼンチン）、ローナン・ラファティ（アイルランド）、謝玉樹（中華民国）、オベ・セルバーグ（スウェーデン）、ハワード・クラーク（イングランド）、ロジャー・デイビス（オーストラリア）を抑えての3位と健闘。
同年のVISA太平洋クラブマスターズでは3日目に10アンダーで首位に立ち、日本勢では新井に次ぎ、イアン・ベーカーフィンチ（オーストラリア）と並んでの6位タイであった。
思い切りのいいスイングで1980年代から90年代のツアーを沸かせ、1989年は開幕戦の静岡オープンを通算3アンダーで優勝すると、中日クラウンズでは2日目にグレッグ・ノーマン（オーストラリア）と首位に並ぶなど2位タイ、マルマンオープンでは3日目の18番でバーディーパットを決めて首位を守り2勝目を挙げる 。
1991年にはフジサンケイクラシックで3日目まで5アンダーで首位を守って芹澤信雄・尾崎健夫と並んでの5位タイに入り、NST新潟オープンでは3日目に首位に返り咲くなどし2位タイ、大京オープンでは2日目に7アンダーとスコアを伸ばして4位タイであった。三菱ギャランで青木・中嶋を競り落として優勝し、賞金ランク9位になった。
1992年の日本プロでは2日目にミスらしいミスもなく通算5アンダーで倉本と並んで首位に立ち、最終的には倉本・中嶋に次ぐと同時にバレント・フランクリン（カナダ）、佐々木久行・ジョーンズ・室田淳・新関善美、杉原輝雄、デビッド・イシイ（アメリカ）、山本を抑え、稲垣太成と並んでの3位タイに入る。同年の日本プロマッチプレーでは湯原信光・牧野裕の日本大学出身勢を撃破して準決勝に進出するが、中嶋との準決勝は、序盤に中嶋が6番までに3アップして優位に立ち、16番からは6連続バーディーを奪って決められるなど一方的な試合で敗退。
1993年の日本プロマッチプレーでは2年連続で準決勝に進出し、3年連続準決勝進出の中嶋と対戦。当日は36ホールマッチの予定が台風接近により18ホールに短縮され、アメリカ遠征中に痛めた左膝の状態が気になる中嶋にとっては朗報かとも思われたが、前年の準決勝で8-7の屈辱を味わった鈴木が奮起。3-2で中嶋へのリベンジを果たし、初の決勝を決めた。山本との決勝は、山本が残り50ヤードほどの3打目をバンカーに入れてしまったが、芝の薄いライで、そのミスショットを見た観客から「それでもプロかよ」というような声が飛んだ。それでも山本は何事もなかったかのようにやりすごし、バンカーショットを寄せてパーセーブしたが、一方で当事者ではない鈴木が観客の心無い声に過敏に反応し、腹を立てた状態でバーディーパットに向かってしまった。その結果、打ちすぎて大きくオーバー。思わずサンバイザーを叩きつけて悔しがる。返しも外してボギーとなり、流れが山本へと傾いた。続く23ホール目、さらには25ホール目で山本がバーディーを奪って差を広げると、鈴木の心が乱れていること察知して冷静にここが勝負どころと畳み掛ける。結果は3-2で山本の勝利となり、ポーカーフェイスを貫いた山本と感情が表に出てしまった鈴木の心理面で明暗が分かれた形となった。
2000年のサン・クロレラクラシックを最後にレギュラーツアー、2002年のJGTO iiyama チャレンジ Iを最後にチャレンジツアーから引退。
2006年からはシニア入りし、シニアツアー6試合に出場してファンケルクラシック9位タイがベストであったが、全試合で予選を突破する成績で賞金ランク22位とした。
現在は富士市の富士川ゴルフセンターでレッスンを担当。

## 主な優勝
- 1985年 - 平尾昌晃プロアマチャリティ
- 1986年 - よみうりサッポロビールオープン
- 1987年 - 平尾昌晃プロアマチャリティ
- 1989年 - 静岡オープン、マルマンオープン
- 1990年 - 名球会ゴールデンスターチャリティ
- 1991年 - 三菱ギャラン